# Europese weg 881
De Europese Weg 881 of E881 is een Europese weg die loopt van Izmit in Turkije naar Çeşme in Turkije.

## Algemeen
De Europese weg 881 is een Klasse B-verbindingsweg en verbindt het Turkse Izmit met het Turkse Çeşme en komt hiermee op een afstand van ongeveer 540 kilometer. In 2005/2006 is de route is door de UNECE als volgt vastgelegd: Izmit - Bursa - Balikesir - Manisa - İzmir - Çeşme.